# Lepechinia
Lepechinia  é um gênero botânico da família Lamiaceae

## Espécies
Composto po 61 espécies:
Lepechinia alpina Lepechinia annae Lepechinia anomala
Lepechinia aurifera Lepechinia bella Lepechinia betonicaefolia
Lepechinia betonicifolia Lepechinia bullata Lepechinia calvcina
Lepechinia calycina Lepechinia cardiophylla Lepechinia caulescens
Lepechinia chamaedryoides Lepechinia charnaedryoides Lepechinia clinopodiifolia
Lepechinia coccinea Lepechinia cocuyensis Lepechinia codon
Lepechinia conferta Lepechinia confusa Lepechinia dioica
Lepechinia floribunda Lepechinia fragrans Lepechinia ganderi
Lepechinia glomerata Lepechinia graveolens Lepechinia hastata
Lepechinia heteromorpha Lepechinia hirsuta Lepechinia humilis
Lepechinia inflata Lepechinia lamiifolia Lepechinia lancifolia
Lepechinia marica Lepechinia mexicana Lepechinia meyeni
Lepechinia meyenii Lepechinia mollis Lepechinia mutica
Lepechinia nelsonii Lepechinia paniculata Lepechinia procumbens
Lepechinia radula Lepechinia refocampi Lepechinia rufocampii
Lepechinia sagittata Lepechinia salviae Lepechinia salviaefolia
Lepechinia salviifolia Lepechinia schiedeana Lepechinia scobina
Lepechinia speciosa Lepechinia spicata Lepechinia stellata
Lepechinia subhastata Lepechinia tomentosa Lepechinia urbani
Lepechinia urbanii Lepechinia velutina Lepechinia vesiculosa
Lepechinia vulcanicola

## Nome e referências
Lepechinia Willdenow, 1804